# Ghosts on the Loose
Série East Side Kids
Clancy Street Boys (1943) Mr. Muggs Steps Out (1943)
Pour plus de détails, voir Fiche technique et Distribution.
Ghosts on the Loose est un film américain en noir et blanc réalisé par William Beaudine, sorti en 1943.
C'est le quatorzième des vingt-deux films que compte la série des East Side Kids (en).

## Synopsis
Une bande d'adolescents s'efforce avec difficulté d'organiser le mariage de Jack et de Betty. Jack a acheté une maison pour s'y installer avec son épouse après le mariage, le prix était inférieur à celui du marché en raison de rumeurs sur la demeure mitoyenne réputée hantée. Emil, un espion nazi, est furieux que Tony, l'un de ses comparses, ait vendu cette maison à Jack. Tony propose à Jack de la racheter, Jack accepte, Tony lui donne alors un carton portant son adresse où on peut le joindre en cas de problème : il s'agit de la maison "hantée". Jack se rend à l'hôtel avec sa jeune épouse et fait tomber le carton que lui a donné Tony. Les adolescents ramassent le carton et croient alors qu'il s’agit de l'adresse de la nouvelle maison de Jack et Betty. Ils vont s'empresser de la meubler en empruntant les meubles de la première maison. Sur ces entrefaites, une autre voisine de la « maison hantée » a prévenu la police des allées et venues bizarres chez ses voisins ; elle prévient également Jack qui décide de s'y rendre afin d'en avoir le cœur net. Toutes ces péripéties troublent l'organisation du groupe nazi qui imprimait de la propagande hitlérienne dans les sous-sols communicants des deux maisons.

## Fiche technique
- Titre : Ghosts on the Loose
- Réalisation : William Beaudine
- Scénario : Kenneth Higgins
- Musique : Edward J. Kay
- Décors : Dave Milton
- Photographie : Mack Stengler
- Montage : Carl Pierson
- Producteurs : Jack Dietz, Sam Katzman et Barney A. Sarecky
- Société de production : Banner Productions
- Société de distribution : Monogram Pictures
- Budget : 85 000 dollars (62 400 euros)
- Pays de production :  États-Unis
- Langue originale : anglais américain
- Format : noir et blanc — 35 mm — 1,37:1 — son : mono
- Genre : comédie dramatique, espionnage, horreur
- Durée : 67 minutes
- Date de sortie : 8 juin 1943 (inédit en France)

## Distribution

### Les East Side Kids
- Leo Gorcey : Mugs
- Huntz Hall : Glimpy Williams
- Bobby Jordan : Danny
- Sammy Morrison : Scruno
- William 'Billy' Benedict : Skinny Benny
- Stanley Clements : Stash
- Bobby Stone : Rocky Dave
- Bill Bates :  Sleepy (alias Dave)

### Autres acteurs
- Bela Lugosi : Emil
- Ava Gardner : Betty Williams Gibson
- Rick Vallin : Jack Gibson
- Wheeler Oakman : Tony
- Minerva Urecal : Hilda, la gouvernante
- Peter Seal : Bruno, le chauffeur
- Frank Moran : Monk, le serviteur
- Jack Mulhall : le lieutenant de police Brady

## Autour du film
- Le tournage s'est déroulé durant six jours en février 1943.
- Malgré son titre qui pourrait se traduire littéralement par "Fantômes en cavale", les suggestions de l'affiche et la présence de Bela Lugosi, le film n'appartient pas aux catégories : fantastique, horreur ou épouvante.
- Il ne s’agit pas du premier film d'Ava Gardner, mais du premier film où elle est créditée au générique.
- Le film n'a jamais été projeté en salles en France ; il est sorti en DVD en 2004 chez BACH Films.

## Bande originale
- Drink to Me Only with Thine Eyes, composé par R. Melish, d'après le poème To Celia écrit par Ben Jonson. Interprétation de Bill Bates et The East Side Kids
- Chœur des fiançailles, issu de l'opéra Lohengrin écrit par Richard Wagner. Interprétation de Bill Bates
- Marche nuptiale, issue de Ein Sommernachtstraum, composé par Felix Mendelssohn. Interprétation de Bill Bates